# 1458
1458 (MCDLVIII) a fost un an comun al calendarului iulian, care a început într-o zi de duminică.

## Evenimente
- Iancu de Hunedoara începe construirea Castelului Huniazilor (Corvinilor), care se va încheia în 1480. A fost realizat în stil gotic.

## Nașteri
- dată necunoscută: Sebastian Brant  (d. 1521)
- 3 octombrie: Sfântul Cazimir  (d. 1484)
- 2 mai: Eleanor de Viseu  (d. 1525)
- dată necunoscută: Piri Mehmed Pașa  (d. 1532)
- dată necunoscută: Ștefan Werbőczy avocat slovac (d. 1541)
- dată necunoscută: Hans Böhm  (d. 1476)

## Decese
- 6 august: Papa Calixt al III-lea (n. Alfonso de Borja y Cavanilles), 79 ani, primul papă spaniol al Romei (n. 1378)